# Cyrtopeltis
Cyrtopeltis ist eine Gattung der Weichwanzen (Miridae).

## Verbreitung
Cyrtopeltis-Arten sind weltweit verbreitet und können vor allem in wärmeren Gebieten wie den Tropen und Subtropen gefunden werden. Einige Arten leben an Kulturpflanzen (Tabak, Tomaten) und sind auf diese Weise mit den Pflanzen in vielen verschiedenen Gebieten angesiedelt worden. 

## Lebensweise
Alle Arten der Gattung Cyrtopeltis leben auf verschiedenen Pflanzen. Dabei gibt es phytophage Arten, welche sich von den Pflanzen selbst ernähren (z. B. Cyrtopeltis nicotianae), indem sie diese anstechen und aussaugen, andere sind dagegen Räuber und jagen Insekten auf den Pflanzen (z. B. Cyrtopeltis varians und Cyrtopeltis geniculata).
Für die Art Cyrtopeltis nicotianae, die auf Tabakpflanzen lebt, konnte nachgewiesen werden, dass sie ein pflanzenpathogenes Virus namens 'velvet tobacco mottle virus' (VTMoV) auf die Wirtspflanzen übertragen kann.

## Arten
Innerhalb der Gattung Cyrtopeltis werden eine Reihe von Arten unterschieden, die weltweit zu finden sind. Die Typusart stellt dabei Cyrtopeltis geniculata dar, die 1861 erstmals beschrieben wurde. Zu den Arten gehören:
- Cyrtopeltis callosus Odhiambo, 1961
- Cyrtopeltis canariensis Lindberg, 1936, Kanarische Inseln
- Cyrtopeltis geniculata Fieber, 1861, Europa
- Cyrtopeltis kahakai Asquith, 1993
- Cyrtopeltis melanocephala Reuter, 1909
- Cyrtopeltis nakatanii Yasunaga, 2000
- Cyrtopeltis nicotianae
- Cyrtopeltis pygmaea Wagner, 1956
- Cyrtopeltis rufobrunnea Lee & Kerzhner, 1995
- Cyrtopeltis salviae Carapezza, 1988
- Cyrtopeltis taxila Seidenstucker, 1972
- Cyrtopeltis varians